# سرگی یاشین
سرگی یاشین (انگلیسی: Sergei Yashin؛ زادهٔ ۶ مارس ۱۹۶۲ – ۱۲ آوریل ۲۰۲۲) بازیکن هاکی روی یخ اهل شوروی بود.